# Bhanu Athaiya
Bhanu Athaiya, née Bhanumati Annasaheb Rajopadhye le 28 avril 1929 à Kolhapur (État du Maharashtra, alors partie de l'Empire des Indes) et morte à Mumbai (Maharashtra, Inde) le 15 octobre 2020, est une costumière indienne.

## Biographie
Bhanumati Annasaheb Rajopadhye naît en 1929 dans une famille progressiste et déjà liée à l'art. Son père Shantabai Rajopadhye, producteur et réalisateur de films en marathi et en hindi, meurt alors qu'elle a 9 ans.
Plus tard elle part faire des études en beaux-arts à la Sir Jamsetjee Jeejebhoy School of Art, une partie de l'université de Bombay. Elle devient rapidement illustratrice pour un magazine de mode, et fait même la couverture en août 1947. Ses dessins sont remarqués par une actrice, Kamini Kaushal, qui lui demande de faire ses costumes personnels et l'introduit auprès de réalisateurs. Elle travaille sur ses premiers films en 1953.

## Filmographie (sélection)
- 1982 : Gandhi de Richard Attenborough
- 1989 : Khayal Gatha de Kumar Shahani
- 2001 : Lagaan d'Ashutosh Gowariker
- 2005 : Kisna: The Warrior Poet de Subhash Ghai

## Distinctions

### Récompenses
- Oscars 1983 : Oscar de la meilleure création de costumes pour Gandhi
  - En décembre 2012, à la suite d'un diagnostic de tumeur au cerveau, Bhanu Athaiya renvoie sa statuette à l'Académie, considérant que c'était le plus sûr endroit pour que son trophée ne se perde pas[4],[5],[6].
- National Film Award for Best Costume Design (en)
  - en 1991 pour Lekin... de Gulzar
  - en 2002 pour Lagaan d'Ashutosh Gowariker

### Nomination
- BAFTA 1983 : BAFA des meilleurs costumes pour Gandhi

## Publication
- (en) Bhanu Athaiya, The Art of Costume Design, Harper Collins Publishers India (2010),  (ISBN 9788172239435), 188 p.